# Ralph Moorman
Ralph Moorman (* 26. März 1966 in Amsterdam) ist ein ehemaliger niederländischer Radrennfahrer und nationaler Meister im Radsport.

## Sportliche Laufbahn
Als Amateur wurde Moorman 1986 und 1987 nationaler Meister im Punktefahren. 1987 gewann er auch den Titel im Zweier-Mannschaftsfahren. Sein Partner war Leo Peelen. 1986 wurde er beim Sieg von Thierry Detant Dritter der Meisterschaft im 1000-Meter-Zeitfahren.
Auch im Straßenradsport war er erfolgreich. Moorman gewann 1986 das Eintagesrennen Ronde van Noord-Holland, eine Etappe im Rennen Ster van Brabant und eine Etappe der Belgien-Rundfahrt für Amateure. 1987 siegte er in der Ronde van Zuid-Holland. Diesen Sieg konnte er 1988 wiederholen.
1989 wurde er  Berufsfahrer im Radsportteam Team Stuttgart. Er fuhr ohne größere Erfolge bis 1991 als Profi.